# منطقة دوما
منطقة عدرا منطقة سورية إدارية تتبع محافظة ريف دمشق ومركزها مدينة دوما، بلغ تعداد سكان المنطقة 433,719  نسمة حسب التعداد السكاني لعام 2004.

## نواحي منطقة دوما
- ناحية مركز دوما
- ناحية حران العواميد
- ناحية حرستا
- ناحية السبع بيار
- ناحية الضمير
- ناحية الغزلانية
- ناحية النشابية
- ناحية المليحة
- ناحية جرمانا